# Autolytus planipalpus
Autolytus planipalpus är en ringmaskart som beskrevs av Chamberlin 1919. Autolytus planipalpus ingår i släktet Autolytus och familjen Syllidae. Inga underarter finns listade i Catalogue of Life.